# Alpfotblomfluga
Alpfotblomfluga (Platycheirus goeldlini) är en tvåvingeart som beskrevs av Nielsen 2004. Alpfotblomfluga ingår i släktet fotblomflugor, och familjen blomflugor.
Artens utbredningsområde är Schweiz. Arten är reproducerande i Sverige. Inga underarter finns listade i Catalogue of Life.